# Lars-Eric Örtegren
Lars-Eric Örtegren, född 8 mars 1923 i Norrköping i Östergötlands län, död 11 januari 1991 i Oscars församling i Stockholm, var en svensk journalist verksam inom press, radio och TV.
Örtegren var son till förmannen Axel Örtegren och Ester, ogift Bäckström. Han var medarbetare vid Östergötlands Dagblad 1943–1945, Oskarshamns-Tidningen 1946, Enköpings-Posten 1946–1950, Dagens Nyheter 1951 och Stockholms-Tidningen 1952–1957. Han arbetade för Röster i Radio-TV 1957–1964, blev redaktionschef där 1965, fortsatte som TV-reporter 1966, blev biträdande chef för TV-aktuellt 1967 och var medarbetare vid nyhetsredaktionen från 1969. Han var Sveriges radios Moskva-korrespondent 1977–1979 och Aktuellts utrikesredaktör från 1980.
Lars-Eric Örtegren var gift första gången 1948–1957 med Ann-Margret Larsson (1924–2009), senare Johansson, och fick sonen Peter (1948–2007). Andra gången var han gift 1957–1972 med journalisten Gerd Nordin (1926–2007), dotter till kontraktsprosten Arvid Nordin och Ruth Janson. De fick barnen Ellinor (född 1958), Jan (född 1961) och Staffan (född 1967).
Han är begravd på Norra begravningsplatsen i Stockholm.